# Nenáboženská spiritualita
Pojem nenáboženská spiritualita slouží k sebeidentifikaci duchovní praxe nebo přístupu ke spiritualitě, které se nechápou jako součást nějaké náboženské tradice či se vůči náboženství vymezují.

## Vývoj pojmu
Historicky se pojem spiritualita používal v římskokatolickém prostředí pro označení různých specifických podob a forem duchovního života či jejich škol (např. karmelitánská spiritualita, ignaciánská spiritualita, kněžská spiritualita apod.). Dnes se spiritualitou rozumí často také vlastní duchovní praxe jedince či přístup ní, osobní duchovní zážitek a jeho integrace v duchovní zkušenost. Spiritualita v tomto smyslu může být prožívána v kontextu náboženské tradice a „oživovat náboženské instituce, autority, rituály a doktríny“ této tradice. Může ale také být na náboženské tradici či tradicích nezávislá, či vůči nim kritická; v anglickém jazykovém prostředí se pro tento přístup často používá fráze „spiritual but not religious“.

## Problematičnost pojmu
Problematičnost pojmu náboženské spirituality spočívá především v tom, že samotná definice náboženství je nevyjasněná a v současné religionistice nepanuje ohledně významu tohoto pojmu shoda. Podle Timothyho Fitzgeralda by se dokonce ve vědeckém jazyce neměl termín náboženství používat vůbec, neboť je nedefinovatelný. Ivan Štampach proto jako východisko nabízí brát vážně sebeidentifikaci těch, kteří svoji spirituální praxi označují za nenáboženskou, a dodává: „Jevu nenáboženské spirituality, spirituality bez náboženství, víry bez uvedené náboženské příslušnosti porozumíme, uznáme-li, že jde o svébytný jev, který má k náboženství nějaký vztah, ale jeho příznivci mají důvod nepokládat ho za jeho součást.“ Štampach dále připomíná religionistický pojem implicitní náboženství používaný pro jevy vykazující příbuznost s náboženstvím a rozlišení kvazireligiózních jevů (jevů nevyhovujících zcela dané definici náboženství) na jevy pseudoreligiózní (samy sebe za náboženské považující) a parareligiózní (samy sebe za náboženské nepovažující). Tyto kategorie umožňují uchopit fenomén nenáboženské spirituality v rámci religionistiky, mimo jiné i proto, že u spiritualit a duchovních praxí, které samy sebe považují za nenáboženské dle Štampacha „nepochybně vždy najdeme souvislost s tím, co je obvykle pokládáno za náboženství“.

## Sociologická data pro Českou republiku
V článku Náboženství a ateismus v současné české společnosti ve světle statistických a sociologických výzkumů pracuje Zdeněk Nešpor z daty z průzkumů ISSP (International Social Survey Programme) a uvádí následující tabulku, v níž porovnává počty „plně zcírkevněných věřících“, „skutečných ateistů“ a „kategorie mezi těmito extrémy“ (sem řadí jedince hlásící se ke spiritualitě místo náboženství, tzv. něcisty i jedince bez zájmu o náboženství tradiční či alternativní).
|           | církevní věřící | kategorie „mezi“ | ateisté | N    |
| --------- | --------------- | ---------------- | ------- | ---- |
| ISSP 1998 | 12,1            | 66,3             | 21,6    | 1221 |
| ISSP 2008 | 9,7             | 50,4             | 39,9    | 1513 |

Pro doložení prostupnosti jednotlivých kategorií uvádí Nešpor i data k rozšíření různých věr, zvláště pak jsou uváděna procenta u římských katolíků a ateistů. Data dokládají, že určitá náboženská sebeidentifikace ještě nezaručuje identifikaci s věroukou dané tradice, jak je patrné například z počtu římských katolíků, kteří v rozporu s naukou své církve nevěří v posmrtný život či naopak věří v reinkanaci. Podobně ateistická sebeidentifikace se nepřekrývá s přístupem ke světu, který odmítá víru ve věštce, léčitele či horoskopy.
| víra v...      | ateisté | římští katolíci (pravidelní účastníci bohoslužeb) | římští katolíci (příležitostní účastníci bohoslužeb) | společnost celkem |
| -------------- | ------- | ------------------------------------------------- | ---------------------------------------------------- | ----------------- |
| věštce         | 28,2    | 68,6                                              | 66,1                                                 | 45,6              |
| léčitele       | 19,4    | 75,6                                              | 63,8                                                 | 41,0              |
| horoskopy      | 21,1    | 50,0                                              | 52,7                                                 | 35,9              |
| posmrtný život | 5,2     | 78,9                                              | 43,7                                                 | 25,4              |
| nebe           | 2,3     | 81,8                                              | 39,0                                                 | 21,8              |
| reinkarnaci    | 4,2     | 26,8                                              | 26,1                                                 | 14,5              |

## Představitelé

### Sam Harris
Sam Harris, považovaný za jednoho z představitelů nového ateismu, je autorem knihy Spiritualita bez náboženství aneb Probuzení. Spiritualitu v ní chápe jako „neosobní duchovní prožitek jednoty a lásky, čisté vědomí zcela oddělené od myšlení, založené na prohlubování porozumění skutečnosti, že existence nějakého „já“ je pouhá iluze.“ Harris odmítá interpretaci duchovních prožitků pomocí náboženských kategorií a snaží se je uchopit a pochopit pomocí neurovědy, psychologie a příbuzných oborů. Součástí knihy je také stručný popis meditační praxe a Harrisových vlastních zkušeností s meditací v buddhistické tradici tibetského dzogčchenu.
V roce 2018 spustil Harris vlastní komerční meditační aplikaci Waking Up: A Meditation Course. Podle oficiálního popisu aplikace není cílem meditace redukce stresu nebo zlepšení životního pocitu, cílem je „učinit zásadní objevy v laboratoři vaší vlastní mysli“.

### André Comte-Sponville
Francouzský filosof André Comte-Sponville je autorem knihy L'esprit de l'athéisme (anglicky The Little Book of Atheist Spirituality). Comte-Sponville si klade v knize tři otázky, které zároveň odpovídají třem hlavním kapitolám knihy: Můžeme se obejít bez náboženství? Existuje Bůh? Může existovat ateistická spiritualita?. Co se týče sociálních funkcí náboženství, Compte-Sponville tvrdí, že žádná společnost se neobejde bez společenství, ale ne každé společenství musí být náboženské. Stejně tak se dle něj společnost neobejde bez věrnosti, ale vystačí si bez (náboženské) víry. Věrnost je v tomto pojetí „to, co zůstává, když se ztratila víra“. O rozdílu mezi vírou a věrností Comte-Sponville dále píše: „Víra se týká jednoho nebo několika bohů; věrnost se týká hodnot, historie, komunity. Víra se dovolává představivosti a milosti; věrnost se dovolává paměti a vůle.“

### Thomas Moore
Thomas Moore je bývalý katolický mnich, dnes autor knih o spiritualitě. Ve své knize Osobní náboženství: Průvodce na cestě rozvoje osobní spirituality v sekulárním světě vyzývá čtenáře k vytvoření osobního náboženství, které není závislé na jedné konkrétní náboženské tradici, ovšem může na různých náboženských tradicích stavět. Podle Moora je možné „se ponořit hluboko do učení či praxe náboženské tradice, aniž by se člověk tomuto náboženství odevzdal“. Zdeněk Vojtíšek ve své recenzi Moorovy knihy pro časopis Dingir poukazuje na možné slabiny tohoto přístupu ke spiritualitě a náboženství. Z psychologického hlediska se táže, jak by takto pojatá osobní spiritualita obstála v krizových, existenčně vypjatých situacích; ze sociologického pohledu poukazuje na problematičnost mezigeneračního předávání osobního náboženství.

## Mindfulness
Mindfulness (česky také všímavost, ovšem i v českém prostředí se běžně používá anglický termín) je cílené zaměření pozornosti na události odehrávající se v přítomném momentu, a to bez jejich posuzování. Mindfulness vychází z buddhistické tradice, nicméně praxe mindfulness může být, a často je, provozována mimo původní náboženský kontext. Tak tomu je například u tzv. mindfullness-based stress reduction, programu pro snižování stresu, jehož autorem je Jon Kabat-Zinn. Jak uvádí Šimon Grimmich, proponenti praxe mindfulness v linii Kabat-Zinna ji označují za praxi nenáboženskou, sekulární, vědecky podloženou a prokazatelnou zkušeností, v kontrastu s čímž ovšem řada učitelů i účastníků kurzů mindfulness svoji motivaci chápou jako spirituální. Grimmich se v textu věnuje i kritice mindfulness reprezentované heslem „McMindfulness“, podle níž lze některé podoby mindfulness přirovnat k fastfoodům nabízejícím pouze rychlé nasycení bez trvalejší hodnoty.

## SBNR
Spiritual but not religious (SBNR) je termín z oblasti religionistiky, vědy o náboženství. Obvykle se spojuje s pojmy jako alternativní spiritualita. Na rozdíl od rozvoje nových náboženských hnutí se vyznačuje obvyklou absencí institučního zakotvení takového náboženského přesvědčení či spirituální praxe. Jak ukazuje například výzkum českého religionisty Zdeňka Vojtíška, v pozadí je i všeobecný postmoderní odklon od institucí (volby, církve, místní samospráva aj.).
Jde o nový jev, jemuž se věnuje i řada osobností vystupujících v internetovém prostoru a ukazuje se, že jde o velmi živé téma.

## Nenáboženská spiritualita v českém prostředí
V českém prostředí se studiem nenáboženské spirituality zabývá Kamila Němečková. Ve své disertační práci Nenáboženská spiritualita v postmoderní době: Spiritualita a nové paradigma se zabývá nenáboženskou spiritualitou v kontextu tzv. nového paradigmatu. Výběr z této práce vyšel knižně jako Kapitoly k nenáboženské spiritualitě, kde Němečková „představuje spiritualitu jako obecně lidskou potřebu a formuluje její nenáboženskou podobu“.
V rozhovoru pro časopis Dingir Němečková uvádí, že „nenáboženská spiritualita už do značné míry náboženství nahradila“, a to jednak kvůli neschopnosti církve přizpůsobit se dnešnímu světu či kvůli důrazu, který současný člověk klade na svobodu. Ke vztahu náboženství ke spiritualitě dodává: „Náboženství může buď usnadnit prožívání spirituality vytvořením vhodných rámců, nebo může spirituální prožitky právě těmi rámci a také kněžími jako prostředníky mezi člověkem a Bohem blokovat a omezovat.“ Zmiňuje zároveň rizika, která dle ní současný eklektický přístup ke spiritualitě přináší: „Chybí nám obecný vzdělávací systém, který by dokázal nabídnout dostatečný vzdělanostní základ v působnosti religionistiky, spirituality a jednotlivých světových tradic, aby lidé neupadali do fanatismu, narcistické spirituality anebo nedělali tzv. duchovní bypass.“
Tématu spirituality mimo zavedené náboženské tradice se dotýká i výzkumný projekt Víra a přesvědčení ‚nevěřících‘ s cílem prozkoumat fenomén rostoucího počtu těch, kteří se rozešli s jakoukoli organizovanou formou náboženství. Projekt podpořila Templetonova nadace a jeho hlavními řešiteli jsou Tomáš Halík a Pavel Hošek. Dne 9. prosince 2019 proběhly v rámci tohoto projektu přednášky profesorů Paula Zulehnera a Eberharda Tiefensee. Ve stručné zprávě o těchto přednáškách uvádí Zdeněk Vojtíšek: „Sekularizační teorii v její klasické podobě podle Zulehnera v současnosti hájí v podstatě jenom církevní představitelé, kteří si neumějí představit jiné formy náboženství než tu instituční, kterou znají, a ideologičtí nepřátelé jakéhokoli náboženství. Ve skutečnosti náboženství například v Rakousku připomíná pestrou kvetoucí louku, řekl Zulehner. Modernita přináší pestrost, nikoli zánik náboženství.“
Spiritualitou a religiozitou v českém kontextu se zabývá také Zdeněk Nešpor. V článku Ústřední vývojové trendy současné české religiozity
 Nešpor uvádí, že v českém prostředí se velká část populace nachází mezi náboženstvím a jeho odmítáním a pro tuto část populace pak spiritualita „znamená především metaforu „cesty“, osobního „hledání“ implikujícího nejen konečný cíl, ale především sebe samo, dlouhodobou niternou snahu o dosažení ‚podstatnosti‘“. Dodává, že tato privatizovaná zbožnost či spiritualita se ale neomezuje jen na jedince nehlásící se k žádné církvi, ale vyskytuje se i mezi příslušníky tradičních církví, kteří „si mnohdy ‚nedělají hlavu‘ s oficiálním učením svých náboženských skupin“; jako příklad pak uvádí víru v amulety, horoskopy či předpovědi budoucnosti.